# 16144 Korsten
16144 Korsten (1999 XK144) là một tiểu hành tinh vành đai chính được phát hiện ngày 15 tháng 12 năm 1999 bởi C. W. Juels ở Fountain Hills.